# Bataille de Dalinghe
Transition des Ming aux Qing
Batailles
Unification des Jürchens - Fushun - Qinghe - Sarhu - Kaiyuan - Tieling - Xicheng  - Shen-Liao - Zhenjiang - She-An - Guangning - Ningyuan - Corée (1627) -  Ning-Jin - Jisi - Dalinghe - Wuqiao - Lüshun - Corée (1636) - Song-Jin - Révoltes paysannes - Pékin - Shanhai
La bataille de Dalinghe (大凌河之役) est un affrontement entre les Jurchens de la dynastie des Jin postérieurs et les Chinois de la dynastie Ming, qui a lieu entre septembre et novembre 1631. Les Jürchens assiègent et s'emparèrent de la ville fortifiée de Dalinghe (大凌河 ; aujourd'hui Linghai), au Liaoning. Utilisant une armée combinant des cavaliers Jurchens et Mongols, ainsi que des unités d'artillerie chinoises récemment capturées, Huang Taiji, le Khan des Jurchens, encercle Dalinghe et inflige défaite sur défaite à toutes les armées de secours envoyées par les Ming. Les défenseurs de Dalinghe, commandés par le général Zu Dashou, se rendent après avoir subi de lourdes pertes et être tombés à court de nourriture. Plusieurs des officiers Ming capturés au cours de la bataille joueront ensuite un rôle important dans la conquête de la Chine par les Mandchous. Cette bataille est le premier test majeur pour les spécialistes chinois des armes à feu incorporés dans l'armée des Jin postérieurs. Alors que les Jurchens avaient auparavant compté principalement sur leur propre cavalerie (Les Huit Bannières) dans leurs campagnes militaires, après le siège de Dalinghe, l'infanterie et l'artillerie chinoise vont jouer un rôle plus important dans les combats. Contrairement à ce qui s'était produit lors du siège manqué de Nurhachi pendant la bataille de Ningyuan plusieurs années auparavant, le siège de Dalinghe est un succès total, qui va bientôt se reproduire à Songshan et Jinzhou, ouvrant la voie à la création de la Dynastie Qing et à la défaite finale des Ming.

## Situation avant le début du conflit
Le 7 mai 1618, Nurhachi, le Khan des Jin postérieurs, entre ouvertement en rébellion contre la dynastie Ming, dont il était théoriquement le vassal, en proclamant ses Sept Grandes Causes d'irritation, qui sont autant de raisons de rejeter la tutelle Ming sur la Mandchourie.
Ayant préparé sa révolte de longue date, Nurhachi enchaîne les victoires contre les troupes chinoises et vainc les troupes des Ming lors des batailles de Fushun, Qinghe, Sarhu, Kaiyuan et Tieling. Après avoir mis au pas le clan Yihe, ses derniers rivaux au sein du peuple Jürchen, en s'emparant de Xicheng, leur capitale, il parachève sa conquête du Liaodong en s'emparant de nombreuses villes et en détruisant plusieurs armées Ming lors de la bataille de Shen-Liao. Après sa victoire, il transfère sa capitale à Liaoyang, l'ancien siège du pouvoir Ming au Liaodong.
Même si, pendant un bref laps de temps, le général Mao Wenlong réussit à s'emparer du fort Zhenjiang, situé sur les côtes du Liaodong, les Ming n'arrivent pas à véritablement contre-attaquer et reprendre le contrôle des territoires qu'ils ont perdus.
Durant l'automne 1621,une importante rébellion de différentes ethnies non-Han éclate dans les provinces du Sichuan et de Guizhou, ce qui plonge les Ming dans une crise majeure et mobilise une partie non négligeable des ressources militaires de la dynastie au détriment de la défense du nord-est du pays. Le Khan des Jin profite de cet affaiblissement pour s'emparer de la ville de Guangning en 1622 et de la ville portuaire de Lüshun en 1625. Cette série de victoires prend fin en 1626, lorsque le Khan est gravement blessé lors de la défaite des Jin à l'issue de la bataille de Ningyuan. Il meurt huit mois plus tard. Son fils et successeur, Huang Taiji, tente de le venger mais est vaincu à son tour lors de la bataille de Ning-Jin. Il passe les années suivantes à réformer et renforcer l'armée des Jin postérieurs.
Ces réformes commencent à porter leurs fruits en 1629, lorsque l'armée de Huang Taiji envahit la Chine en contournant la forteresse de Ningyuan, là même où Nurhaci avait été vaincu en 1626. En passant par le territoire de leurs alliés/vassaux mongols, les Jin attaquent les Ming par le nord-ouest en traversant la passe de Xifengkou (喜峰口) pour s'introduire dans la province du Hebei. Leur but est Pékin, la capitale des Ming, qu'ils attaquent lors de l'Incident de Jisi. Yuan Chonghuan, qui est alors le commandant de la garnison de Ningyuan, envoie 20 000 hommes sous les ordres de Zu Dashou pour protéger la capitale. Zu traverse la Grande Muraille par la passe de Shanhai et avance jusqu'à Pékin, où il bat les Jurchens sous les murs de la ville. L'échec de la défense des murailles nord par Yuan, combiné à une campagne de dénigrement lancée en sous-main par Huang Taiji, conduit à son arrestation et à son exécution ultérieure. Toutefois, avant de mourir, il a eu le temps d'utiliser le prestige qu'il avait tiré de sa précédente victoire sur Nurhaci pour reconstruire Jinzhou, Songshan et Dalinghe en les transformant en colonies militaires (屯, tun) protégées par de lourdes fortifications. Ces transformations se font dans le cadre d'une politique de défense avancée impliquant la construction de bastions au nord de la Grande Muraille, notamment à Ningyuan, qui servait de base à ses opérations,.
Hong Taiji a pu s'emparer de plusieurs villes du nord-est de la Chine pendant la campagne de 1629, notamment Luanzhou, Qian'an, Zunhua et Yongping (aujourd'hui le Xian de Lulong). La reddition de la garnison de Yongping donne aux Jin l'accès aux canons de type Hongyipao (lit : "canon des barbares rouges") et "Généralissime" (大將軍炮), des modèles européens que le gouverneur chrétien de Shandong, Sun Yuanhua, avait fait adopter par l'armée Ming. En 1623, certains de ces canons européens sont déployés à la frontière nord sous les ordres de généraux tels que Sun Chengzong et Yuan Chonghuan. Cette nouvelle artillerie avait joué un rôle déterminant dans la victoire de Yuan contre Nurhaci en 1626. Huang Taiji a donc maintenant accès à cette technologie. Tong Yangxing (佟養性), un ancien officier Ming, reçoit le commandement de trois mille soldats chinois et la responsabilité de gérer les experts en artillerie capturés à Yongping. En 1631, ils avaient déjà produit quarante canons. Ces troupes constituent le noyau initial de ce que l'on va appeler les " Vieilles troupes Han " (舊漢兵), nom donné aux premières troupes chinoises à avoir été intégrées aux Huit Bannières,.
En 1630, Huang Taiji quitte son cousin Amin à Yongping pour aller défendre le territoire nouvellement conquis. En effet, Zu Dashou s'est lancé dans une contre-attaque et a déjà récupéré Luanzhou. En réponse, Amin ordonne le massacre des populations civiles de Qian'an et Yongping, pillant les villes avant de les abandonner aux Ming. La nouvelle du massacre met en colère Huang Taiji, qui entretenait de bonnes relations avec la population chinoise pour pacifier les villes capturées et encourager les défection d'officiers Ming.

## Déroulement des combats
Dalinghe est le poste le plus avancé parmi toutes les garnisons que les Ming ont installées au Liaodong. Il est protégé par un réseau dense de plus d'une centaine de châteaux (台, tai) bien approvisionnés et se soutenant mutuellement, chacun étant commandé par un officier Ming. En 1631, c'est Zu Dashou qui commande la garnison voisine de Jinzhou. Le 1er septembre, il dirige ses troupes lors d'une inspection de Dalinghe, dont les fortifications ont été récemment renforcées, lorsque Huang Taiji arrive pour attaquer la ville avec une armée composée de troupes chinoises, jurchens et mongoles. Les estimations de la taille de l'armée Jin varient de 20 000  à   80 000 hommes,. À Dalinghe, Zu commande une armée d'environ 14 000 hommes,, dont beaucoup sont des vétérans de ses batailles précédentes avec les Jurchens. Huang est mis au courant de la présence des hommes de Zu lorsque ses patrouilles capturent un habitant chinois en dehors de la ville. Au lieu d'attaquer directement la ville, les Jin se préparent à soutenir un long siège, construisant un fossé autour de la ville et gardant les routes avec leurs nouvelles unités d'artillerie chinoise commandées par Tong Yangxing.
Les Jurchens concentrent leurs efforts sur la prise des châteaux entourant Dalinghe, en envoyant des messagers à chacun d'entre eux pour les inviter à se rendre. Ils envoient également des appels répétés à Zu pour lui demander sa soumission. L'artillerie de Tong bombarde les châteaux qui refusent de se rendre, ce qui en amène plusieurs à se soumettre. Les défenseurs Ming tentent à plusieurs reprises des sorties contre les Jin, mais ils échouent à chaque fois. Pendant ce temps, deux petites forces de secours Ming sont vaincues par les troupes de Huang Taiji à l'extérieur de la ville : d'abord une force de 2 000 hommes venant de Songshan, puis une force de 6 000 hommes venant de Jinzhou. Une source attribue ces victoires aux cavaleries jurchen et mongole, dont certaines unités sont commandées par Ajige, le demi-frère de Huang Taiji, tandis qu'une autre source les met au crédit de l'artillerie de Tong Yangxing.

### Bataille de Xiaolinghe
Début octobre, une importante armée Ming de 40 000 hommes arrive près de Jinzhou. Elle est commandée par Wu Xiang, qui est à la fois le beau-frère de Zu et le père du futur général Wu Sangui, et supervisée par Sun Chengzong. Lorsqu'il est mis au courant de l'arrivée de cette armée de secours, Huang Taiji mobilise ses troupes et part intercepter les soldats chinois, en emmenant avec lui l'artillerie de Tong pour le soutenir. Commandant personnellement une unité de 200 gardes (bayara) avec le prince Dodo, Huang Taiji tend une embuscade à un campement ou se trouvent 7 000 soldats de l'avant-garde de l'armée de secours. L'attaque a lieu près des rives du Xiaolinghe (小凌河, rivière Xiaoling). Les soldats Ming paniquent et sont facilement mise en déroute par la petite force Jurchen. Quelques heures plus tard, les deux camps s'engagent dans une bataille rangée dont Huang sort victorieux, ce qui lui vaut de recevoir des accolades de la part de Daišan et de tous les autres beile lorsqu'il revient au campement de Dalinghe. Le 13 octobre, Huang Taiji écrit de nouveau à Zu Dashou pour solliciter sa reddition, sans recevoir de réponse de la part de son adversaire. Le 14, Huang attire les hommes de Zu dans un piège alors qu'ils tentent de reprendre un des forts situé à l'extérieur de la ville. L'échec de cette attaque conduit Zu à rester derrière les murs de la ville, et il ne tente plus aucune sortie jusqu'à la fin du siège.
Le 19 octobre, le gros des 40 000 hommes de Sun Chengzong part sous le commandement de Zhang Chun (張春). Les troupes Ming traversent le Xiaolinghe et se rangent en bloc avec des canons et des mousquets couvrant chaque direction. Huang commence par essayer de briser ce bloc en envoyant sa cavalerie lancer plusieurs charges frontales, qui sont systématiquement repoussées. Constatant l'échec de sa tactique, il utilise les artilleurs de Tong Yangxing pour casser les lignes Ming. L'armée chinoise riposte en mettant le feu à l'herbe sèche d'automne, espérant ainsi faire brûler l'artillerie de Tong, mais la direction du vent change et le feu se retourne contre eux. Zhang Chun est capturé avec trente-trois autres officiers et finit par faire défection au profit des Jurchens.

### Chute de Dalinghe
Le 5 novembre, Yuzizhang (於子章), le plus grand des forts entourant Dalinghe, se rend après avoir été pilonné pendant plusieurs jours par les canons de Tong Yangxing. Les forts restants se rendent bientôt un par un. À la mi-novembre, les approvisionnements des Jin sont faibles, mais la reddition de Yuzizhang et des autres forts leur a permis de récupérer suffisamment de provisions pour tenir encore un mois. La situation est bien pire à l'intérieur des murs de Dalinghe, où la population a recours au cannibalisme. Des messages sont alors échangés entre les deux armées concernant la possibilité d'une reddition. Le fils adoptif de Zu Dashou, Zu Kefa (祖可法), est envoyé au camp des Jin et lorsqu'on lui demande pourquoi les Chinois continuent de défendre inutilement une ville aujourd'hui vide, Zu Kefa répond que les officiers se souviennent tous de ce qui s'est passé à Yongping, où Amin a massacré toute la population l'année précédente.
Après l'échange d'autres messages, Zu se déclare prêt à se rendre à condition que le khan envoie immédiatement une armée pour attaquer Jinzhou, où vivent les familles de Zu et de plusieurs de ses officiers. Cela permettrait aux soldats d'être réunis avec leurs proches. Sachant pertinemment que son armée n'est pas en état de lancer une autre attaque majeure, Huang Taiji accepte un plan impliquant que Zu lui-même retourne à Jinzhou, dont il est encore le commandant, sous prétexte d'avoir réussi à s'enfuir de Dalinghe. Après être entré dans la ville, il la remettra au khan. Une fois le plan validé, les troupes de Zu finissent par se rendre le 21 novembre. Sur les 30 000 habitants de Dalinghe, moins de 12 000 ont survécu au siége.

## Conséquences
Si Zu Dashou avait promis de prendre Jinzhou pour Hong Taiji, quand il arrive à son ancienne garnison, il retourne au service des Ming et reste sur place pendant dix ans en tant que commandant. Huang Taiji assiège Jinzhou et Songshan en 1641, et en 1642, Zu se rend à Huang pour la seconde fois. Wu Xiang, dont l'armée de secours a été vaincue à Dalinghe, est tué en 1644 à Pékin par le rebelle anti-Ming Li Zicheng, après que ce dernier se soit emparé de la capitale des Ming. Wu Sangui, le fils de Wu Xiang, est alors le commandant de la garnison de la passe de Shanhai, le dernier obstacle majeur entre les Jurchens, devenus entre-temps des Mandchous, et Pékin. Wu Sangui, qui est également le neveu de Zu Dashou, fait défection au profit des Mandchous après la mort de son père, ouvrant la voie à la bataille cruciale de la passe de Shanhai qui a établi la suprématie des Mandchous dans le nord de la Chine.
La bataille de Dalinghe a prouvé que les Jurchens sont maintenant capables d'utiliser l'artillerie pour contrer les fortifications établies le long de la frontière nord de l'empire Ming. Alors que les Ming ont commencé par hésiter avant d'adopter une technologie étrangère sous la forme de canons portugais, les Jurchens s'en servent volontiers pour remédier à leur relative faiblesse dans la guerre de siège. Au lieu d'éviter les principaux bastions Ming du Liaodong comme il l'avait fait lors de son expédition de 1629, Huang Taiji peut maintenant les attaquer de front. De plus, la bataille est un succès pour les unités chinoises nouvellement formées qui ont été intégrées aux Huit Bannières. Au fur et à mesure que les rangs des transfuges Ming s'accroissent après Dalinghe et les batailles ultérieures de Songshan et de Jinzhou, les corps d'artillerie chinois de Tong Yangxing s'étendent pour devenir les Huit Bannières chinoises, combattant aux côtés des Huit Bannières Jurchen originales et des Huit Bannières Mongoles. Les officiers Ming qui se rendent lors de ces campagnes auront plus tard une brillante carrière sous les Mandchous. Les soldats natifs du Liaodong étaient les meilleures troupes de l'armée Ming, et leur incorporation dans les rangs des Jin porte un coup fatal à la dynastie Ming. En 1635, Huang Taiji déclare que son peuple s’appellera désormais les Mandchous, et en 1636 il change le nom de sa dynastie, et les Jin postérieurs deviennent la Dynastie Qing, qui finit par vaincre les Ming et dominer la Chine.